# Вигонца
Виго̀нца (на италиански: Vigonza; на венециански: Vigonsa, Вигонса) е град и община в Северна Италия, провинция Падуа, регион Венето. Разположен е на 10 m надморска височина. Населението на общината е 22 075 души (към 2010 г.).